# Олеофобное покрытие

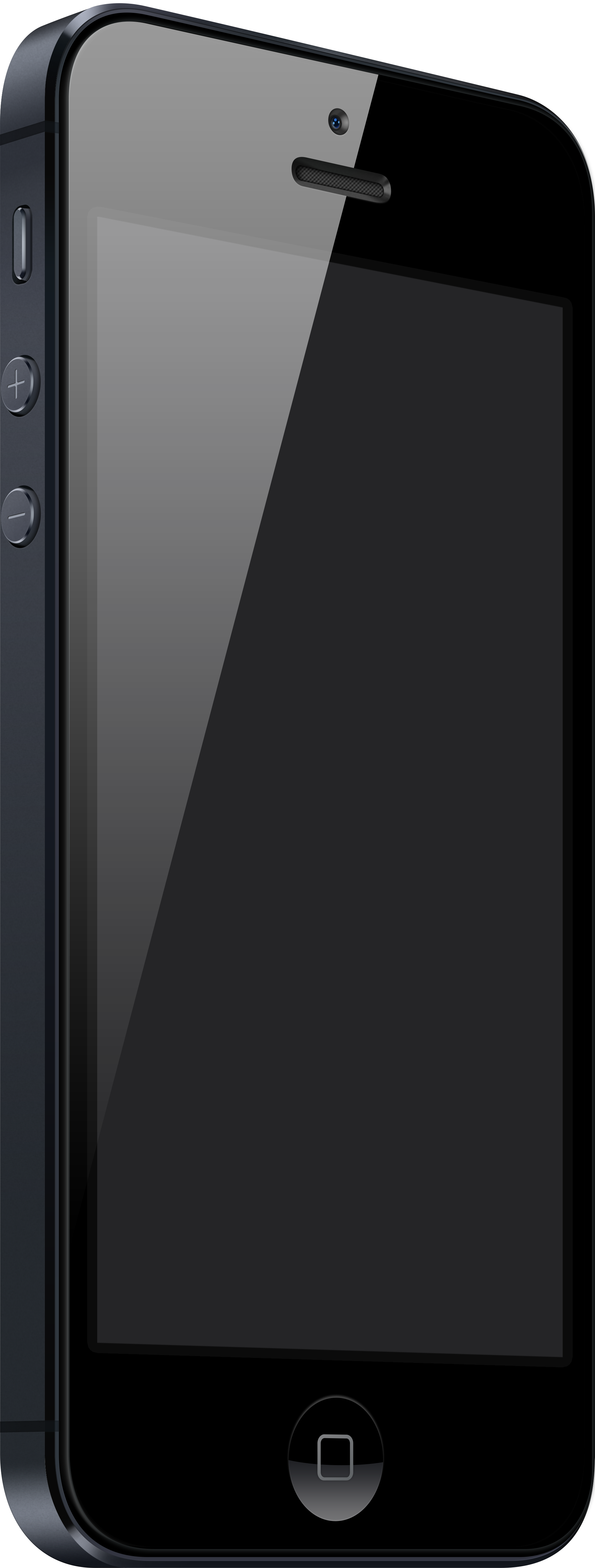
IPhone 5, имеющий олеофобное покрытие, устойчивое к появлению отпечатков пальцев на передней панели

Олеофо́бное покрытие (от лат. oleum — масло и греч. φόβος — страх, боязнь) — пленка нанометровой толщины, отталкивающая жиры от сенсорного экрана.
Олеофобное покрытие состоит из:
- 0,1 % — 10 % по массе — алкилсилана, соответствующего общей формуле

{\displaystyle \mathrm {SiR^{1}R^{2}R^{3}R^{4}} },
где R1, R2 и R3 независимо друг от друга представляют собой хлор или органический остаток, содержащий от 1 до 17 атомов углерода, от 3 до 35 атомов водорода, от 0 до 6 атомов кислорода, от 0 до 31 атомов фтора, от 0 до 31 атомов хлора, и от 0 до 5 атомов азота и R4 — органический остаток, содержащий от 1 до 17 атомов углерода, от 3 до 35 атомов водорода, от 0 до 6 атомов кислорода, от 0 до 31 атомов фтора, от 0 до 31 атомов хлора, и от 0 до 5 атомов азота;
- 0,01 % до 10 % по массе — силикона, соответствующего общей формуле

{\displaystyle \mathrm {2X(OSiR_{2})_{p}Y} },
где Х и Y независимо друг от друга представляют собой группы Cl, OH, изонитрозогруппы RR1C=N-OH, ацетокси, O-алкил, O-арил, R — органический остаток, который может содержать группы алкил, арил, триметилсилил, р — целое число от 5 до 10 000;
- растворителя.

Олеофобное покрытие было запатентовано 20 июля 2005 года.
Изобретатели — немецкие ученые — Мелани Хоффманн, доктор Герхард Йоншкер и доктор Майкл Оверс.
Позже компания Apple подала заявку на патент на усовершенствованное покрытие. Используется в производстве смартфонов и планшетов.